# Daniel O'Donnell
Daniel Francis Noel O'Donnell (Kincasslagh, 12 dicembre 1961) è un cantante irlandese.

## Discografia
- The Boy from Donegal (1984)
- Two Sides Of (1985)
- I Need You (1986)
- Don't Forget to Remember (1987)
- From the Heart (1988)
- Thoughts of Home (1989)
- The Last Waltz (1990)
- Favourites (1990)
- The Very Best of Daniel O'Donnell (1991)
- Follow Your Dream (1992)
- A Date with Daniel Live (1993)
- Especially for You (1994)
- Christmas with Daniel (1994)
- The Classic Collection (1995)
- Timeless: Daniel O'Donnell and Mary Duff (con Mary Duff – 1996)
- Irish Collection (1996)
- Songs of Inspiration (1996)
- I Believe (1997)
- Love Songs (1998)
- Greatest Hits (1999)
- Faith and Inspiration (2000)
- Heartbreakers (2000)
- Live, Laugh, Love (2001)
- Yesterdays Memories (2002)
- The Irish Album (2002)
- The Daniel O'Donnell Show (2002)
- Dreaming (2002)

- Songs of Faith (2003)
- Daniel in Blue Jeans (2003)
- At the End of the Day (2003)
- The Jukebox Years (2004)
- Welcome to My World (2004)
- Teenage Dreams (2005)
- The Rock 'n' Roll Show (2006)
- From Daniel with Love (2006)
- Memories (2006)
- Until the Next Time (2006)
- Together Again (con Mary Duff) (2007)
- Through The Years (2008)
- Country Boy (2008)
- Peace in the Valley (2009)
- Hope and Praise (2009)
- O' Holy Night (2010)
- Moon Over Ireland (2011)
- The Ultimate Collection (2011)
- Songs from the Movies and More (2012)
- Discover Daniel O'Donnell Christmas Classics (2012)
- A Picture of You (2013)
- Stand Beside Me (2014)
- The Hank Williams Songbook (2015)
- The Best of Music and Memories (2016)
- I Have a Dream (2016)
- Back Home Again (2017)